# 維多利亞瀑布國家公園

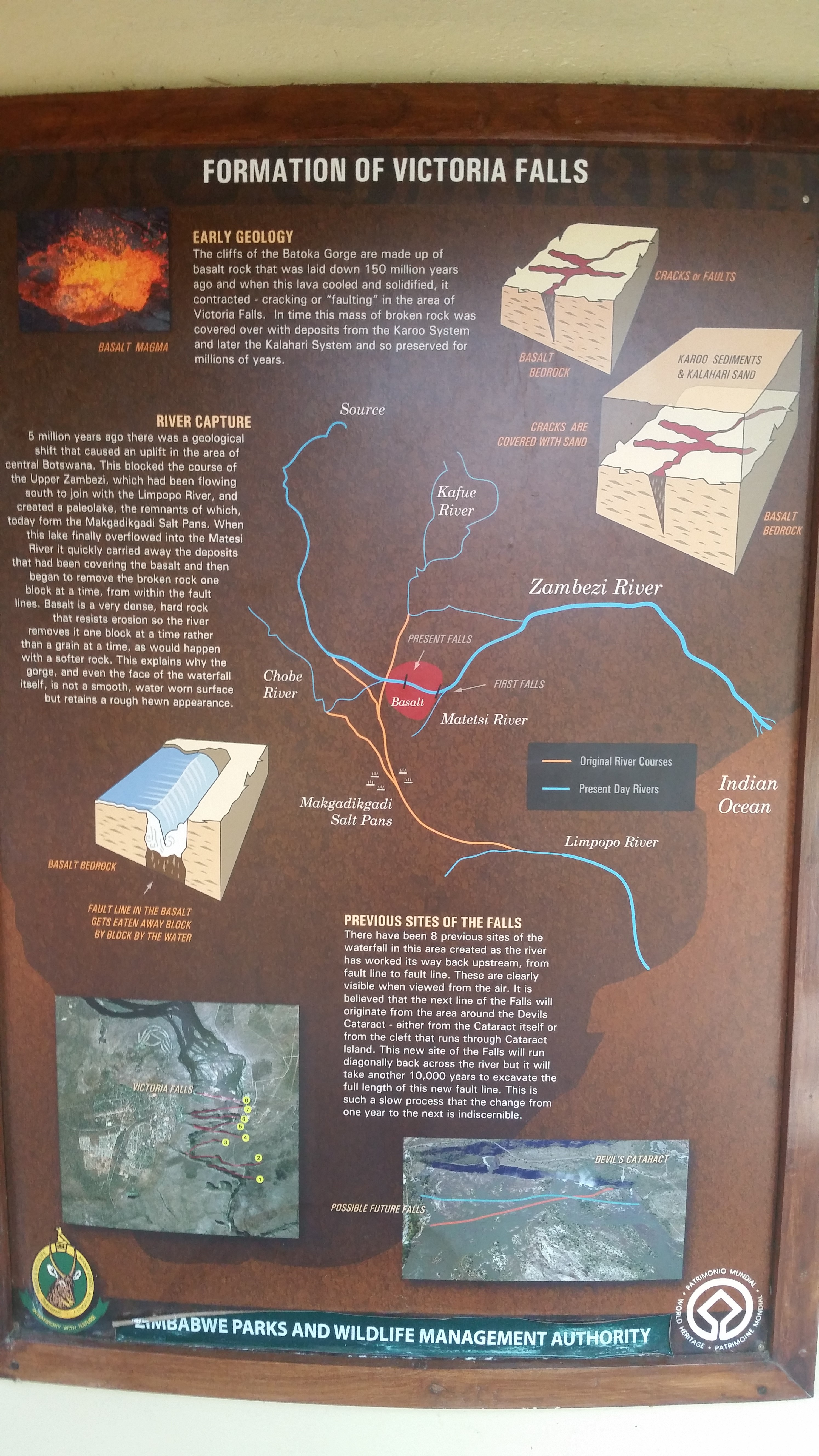

維多利亞瀑布國家公園（英語：Victoria Falls National Park），位於津巴布韋西南部，包含世界知名的維多利亞瀑布，及其附近的贊比西河南岸和東岸。它沿著贊比西河從瀑布上方約6 km（3.7 mi）處的讚比西國家公園，延伸至瀑布下方約12 km（7.5 mi）處，佔地23.4 km2（9.0 sq mi）。維多利亞瀑布國家公園正被考慮加入卡萬戈–贊比西保護區域。

## 自然環境
公園的一個顯著特點是在瀑布底部的熱帶雨林，林內有多種蕨類植物、棕櫚樹及藤本植物以及其他地方地區鮮有的桃花心木等許多樹木生長。公園亦位處贊比西亞和莫帕尼林地的生態區域之中，是非洲草原象、非洲水牛、南方白犀牛、河馬、長頸鹿、伊蘭羚羊、鱷魚等動物的棲息地。

## 旅遊
讚比西國家公園內有多個露營點，維多利亞瀑鎮亦有多間度假酒店。到當地旅遊可能有瘧疾風險。